# Carlos Sobrino Sierra
Carlos Sobrino Sierra es un economista y político mexicano, nacido en Mérida (Yucatán), en 1951. Miembro del Partido Revolucionario Institucional, ha sido senador y diputado federal.
Carlos Sobrino Sierra fue elegido senador por Yucatán para las Legislaturas LV y LVI de 1991 a 1997 y diputado federal por el Distrito 5 de Yucatán a la LVII Legislatura de 1997 a 2000.
Presidente estatal del PRI en Yucatán en 2006, renunció al cargo el 17 de julio de ese año tras la grave derrota de ese partido en las elecciones federales del 2 de julio. 
Antes de su participación en las diversas legislaturas ocupó cargos en la administración pública de su estado natal. Fue delegado de la Secretaría de Programación y Presupuesto y antes de eso, director del programa de desfibradoras de Cordemex.
En 2007 fue precandidato a la gubernatura de su estado por el Partido Revolucionario Institucional, postulación que no alcanzó al ser superado en el proceso interno de su partido por la que más tarde habría de ser gobernadora de Yucatán, Ivonne Ortega Pacheco.